# Дейтън Лирой Роджърс
Дейтън Лирой Роджърс (на английски: Dayton Leroy Rogers) е американски сериен убиец, очакващ изпълнението на смъртната си присъда в щатския затвор в Орегон за 6 убийства.
Той е свързан с убийствата на 7 жени. Жертвите му обикновено са наркомани, проститутки и хора, избягали от домовете си. Телата на шест жени са открити на сметище, разположено в частни горски земи извън Молала, Орегон, и заради това Роджърс е наречен „Убиецът на гората Мълала“.

## Престъпления
Роджърс е осъден през 1988 г. за убийството на последната си жертва, Дженифър Лиза Смит, която той убива на 7 август 1987 г. и през 1989 г. за още шест убийства, за които е осъден на смърт.
Дженифър Лиза Смит била осъдена проститутка и наркоманка. Тя била в колата на Роджърс, паркирана в близост до булевард „Маклафлин“ в Оук Гроув в некорпорирания окръг Клакамас, когато той я намушква 11 пъти в гърдите, корема и гърба. Тя успява да се измъкне от колата му и получава помощ от клиентите на близък ресторант, станали свидетели на случилото се. Въпреки това тя умира в билницата.
Когато Смит изпаднала от колата няколко свидетели се опитали да блокират колата на Роджърс в паркинга на ресторанта с колите си. Но той минал през зелените части и се насочил на юг. Един от свидетелите проследил Роджърс, който карал със 160 км/ч. Когато колата на заподозрения спряла на алея, свидетелят записал адреса и го съобщил на полицията.
Начинът на извършване на престъпленията на Роджърс бил да качва в колата си проститутки и да ги води на осамотени места. Той закарва най – малко 6 проститутки в гората, където ги връзвал и убивал.
Роджърс е бил женен и имал дете. По професия бил дребен механик на двигатели и дълбоко задлъжнял. Свързан е с убийствата заради навика си да сипва малки ботилки водка в кутии с портокалов сок, за да си направи коктейл „Отвертка“. Роджърс е осъден през май 1989 г. за убийствата на 23-годишната Лиза Мари Мок, 26-годишната Морийн Ан Ходжис, 35-годишната Кристин Лотус Адамс, 20-годишната Синтия Де Вор, 26-годишната Нондас „Нони“ Сервантес и 16-годишната Риата Гилс. Седмото тяло е идентифицирано през август 2013 г.
Роджъсрс е осъден на смърт три пъти и три пъти Върховният съд на Орегон отменя смъртната присъда и връща делото за ново разглеждане. Първите две решения на Върховния съд са от 1992 и 2000 г. И в двата случая журито отново налага смъртно наказание. На 11 октомври 2012 г. Върховният съд на Орегон отменя последната му смъртна присъда и връща делото за ново разглеждане за съответното наказание.
На 16 ноември 2015 г. журито на окръг Клакамас осъжда Роджърс на смърт за четвърти път. Според адвоката на Роджърс, той би се отказал от всички бъдещи обжалвания в замяна на доживотна присъда вместо смъртно наказание.